# Asse (Belgia)
Asse (fr. Assche) – miejscowość i gmina (gemeente) w Belgii, w Regionie Flamandzkim, w prowincji Brabancja Flamandzka, w okręgu Halle-Vilvoorde. 1 stycznia 2024 roku liczyła 35 755 mieszkańców.

## Demografia
- Źródła: NIS, od 1806 do 1981= według spisu; od 1990 liczba ludności w dniu 1 stycznia

1 stycznia 2024 całkowita populacja Asse liczyła 35 755 osób. Łączna powierzchnia gminy wynosi 50,22  km², co daje gęstość zaludnienia 712 mieszkańców na km².

## Podział administracyjny
W skład gminy wchodzi pięć dzielnic (deelgemeente):
- Bekkerzeel
- Kobbegem (Kobbeghem)
- Mollem
- Relegem (Releghem)
- Zellik

## Współpraca
Miejscowości partnerskie:
- Ilsede, Niemcy
- Le Puy-Sainte-Réparade, Francja